# 10 (tal)
10 (ti) er:
- Det naturlige tal efter 9, derefter følger 11
- Et heltal
- Et lige tal
- Det fjerde trekanttal (1+2+3+4)
- Et semiprimtal (et produkt af 2 forskellige primtal)
- Et harshad-tal (tværsummen af tallet går op i tallet)
- Et defektivt tal (summen af tallets divisorer er mindre end tallet)

Det danske ord "ti" deler etymologi med de andre indoeuropæiske sprogs ord for det samme og lader ikke til at have nogen bagvedliggende betydning.
Ti er grundtallet i vores talsystem titalssystemet.
Romertallet for ti er X.
SI-præfikset deka angiver en faktor ti, f.eks. er 1 dekameter lig 10 meter.
SI-præfikset deci angiver en tiendedel, f.eks. er 1 deciliter lig 1/10 liter

## I matematik
- 10 bruges til at skrive meget store eller små tal med, som potenser af 10 for eksempel {\displaystyle 10^{n}}, hvor n kan positiv (til store tal) eller negativ (til små tal).

## Kemi
- Grundstoffet neon har atomnummer 10.

## Andet
Der er:
- 10 bud i Det gamle testamente
- 10 ægyptiske plager i Det gamle testamente
- 10 fingre og 10 tæer
- 10 er sammen med 3 fuldkomne tal ifølge kristendommen.

- Wikimedia Commons har flere filer relateret til 10 (tal)

| Matematik | Spire Denne artikel om matematik er en spire som bør udbygges. Du er velkommen til at hjælpe Wikipedia ved at udvide den. |